# 菱刈隆

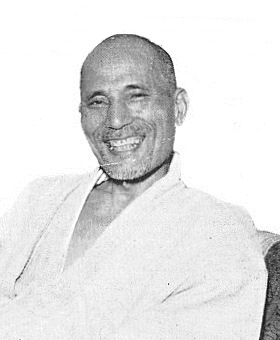
菱刈隆

菱刈 隆（ひしかり たか、1871年12月27日〈明治4年旧暦11月16日〉 - 1952年〈昭和27年〉7月31日）は、日本の陸軍軍人、外交官。最終階級は陸軍大将。栄典は勲一等功五級。幼名、幸吉。鹿児島県出身。

## 経歴
現在の鹿児島県鹿児島市下竜尾町で、薩摩藩士・菱刈八郎太の三男として生まれる。成城学校を経て、1894年（明治27年）7月、陸軍士官学校（5期）を卒業。同年9月、陸軍少尉に任官し、日清戦争では歩兵第3連隊付として出征した。1902年（明治35年）11月、陸軍大学校（16期）を卒業。歩兵第26連隊中隊長、陸軍戸山学校教官、台湾総督府参謀を歴任。日露戦争では、第1軍参謀として出征した。
戸山学校教官、教育総監部課員、欧州出張、陸軍省軍務局課員、陸軍歩兵学校教官、歩兵第4連隊長、第2師団参謀長などを歴任。1918年（大正7年）7月、陸軍少将に進級し、歩兵第23旅団長、戸山学校長などを経て、1923年（大正12年）8月、陸軍中将に進級。由良要塞司令官、第8師団長、第4師団長、台湾軍司令官などを歴任。1929年（昭和4年）8月、陸軍大将に進み、関東軍司令官、軍事参議官、満洲国大使などを歴任。1935年（昭和10年）8月、予備役に編入され、1941年（昭和16年）4月に退役した。
1939年（昭和14年）に発足した大日本忠霊顕彰会会長（忠霊塔を参照）、大日本剣道会会長も勤めた。
戦後、公職追放となった。

## 栄典
位階
- 1894年（明治27年）10月26日 - 正八位[4]
- 1905年（明治38年）6月12日 - 従六位[5]
- 1918年（大正7年）8月30日 - 正五位[6]
- 1925年（大正14年）12月1日 - 正四位[7]

勲章
- 1905年（明治38年）11月30日 - 勲四等瑞宝章[8]
- 1929年（昭和4年）9月4日 - 勲一等瑞宝章[9]
- 1934年（昭和9年）2月7日 - 旭日大綬章[10]

外国勲章佩用允許
- 1934年（昭和9年）5月9日 - 満洲帝国：勲一位龍光大綬章[11]

## 演じた人物
- 高松英郎：映画『ラストエンペラー』（1987年、ベルナルド・ベルトルッチ監督、イタリア・イギリス・中華人民共和国）
- 紀維時：テレビドラマ『ラストエンペラー』（1988年、中華人民共和国）